# La cuna
La cuna (Le berceau, en francés) es un cuadro de la pintora impresionista francesa Berthe Morisot, pintado en 1872. En la actualidad se encuentra expuesto en el Museo de Orsay, en París.

## Historia del cuadro
Morisot representó en esta pintura a su hermana Edna Portillon velando el sueño de su hija Blanche. El cuadro fue expuesto por primera vez en la primera exposición impresionista, inaugurada el 15 de abril de 1874 en el antiguo taller del fotógrafo Nadar, en el parisino Boulevard des Capucines. Si bien algunos críticos elogiaron el cuadro, no despertó un gran interés y Morisot no consiguió, a pesar de sus esfuerzos, venderlo. Morisot había fijado el precio del lienzo en 800 francos. La obra permaneció en la colección familiar, pasando a manos de Blanche Portillon, sobrina de la pintora y modelo del bebé dormido. En 1930 fue adquirido por el Museo del Louvre. Entre 1947 y 1986 estuvo expuesto en la Galería del Jeu de Paume, situada en el Jardín de las Tullerías y propiedad del Louvre, donde se reunieron las principales obras del Impresionismo. Tras la creación del Museo de Orsay fue trasladado allí.

## Análisis

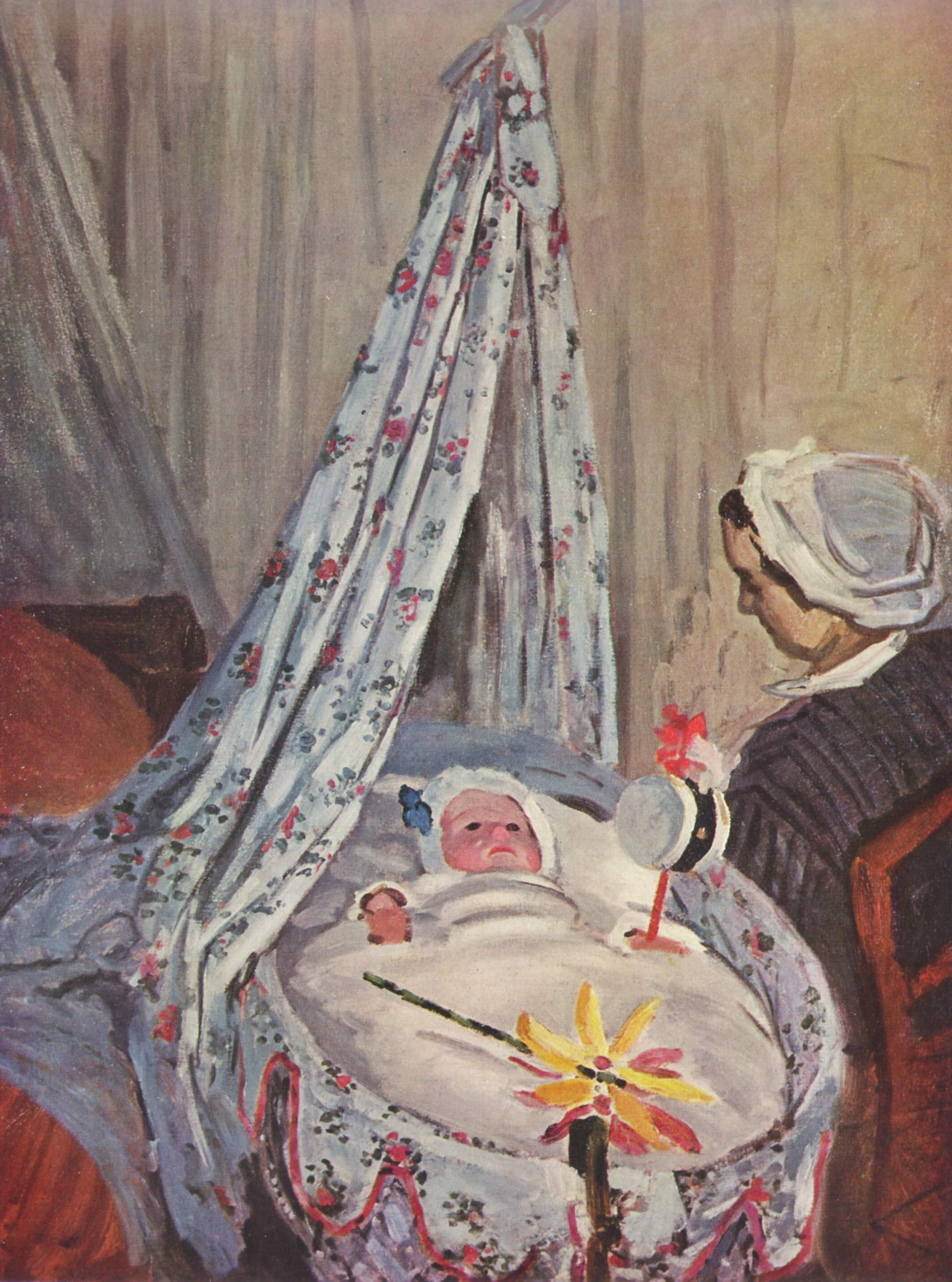
Jean Monet en su cuna (Jean Monet dans son berceau, 1867, colección privada), de Claude Monet.

La cuna constituye la primera aparición en la obra de Morisot del tema de la maternidad, que posteriormente sería cultivado asiduamente por la artista. El lienzo revela la influencia de Édouard Manet, pintor al que Morisot había conocido en el Louvre en 1868 y con cuyo hermano Eugène se casaría en 1874. La composición del cuadro se basa en la diagonal formada por la mirada de la madre hacia su hija dormida y la tela de la cuna en que esta duerme. La diagonal queda reforzada por el brazo izquierdo, doblado, de la madre, al cual responde el pequeño brazo, también doblado, del bebé.
Morisot utiliza en esta pintura un número reducido de colores y una pincelada fluida. El cuadro refleja una atmósfera de gran intimidad, dulzura y amor protector. Este cuadro, junto con otros como el que Claude Monet pintara de su hijo, Jean Monet en su cuna (Jean Monet dans son berceau, 1867) intentan una nueva representación de la infancia.
Con respecto al título, La cuna, al compararlo con el de otros cuadros que representaban también a niños durmiendo que fueron presentados en el Salón oficial, afirma Dominique Lobstein que «antes de contribuir quizás a una revolución estética, este cuadro participa de una evolución retórica: Morisot abandona todo pintoresquismo anecdótico y los títulos cobran una simplicidad de buen gusto, destinada a informar inmediatamente al espectador del contenido de la obra y permitirle proyectarse como en su propia cotidianeidad».